# Gumboda
Gumboda is een plaats in de gemeente Norsjö in het landschap Västerbotten en de provincie Västerbottens län in Zweden. De plaats heeft 55 inwoners (2005) en een oppervlakte van 21 hectare. De plaats ligt aan de rivier de Skellefteälven.